# Therioherpeton cargnini
Therioherpeton es un género extinto basado en la especie Therioherpeton cargnini, un cinodonte pequeño que vivió en el Triásico y cuyos restos fósiles se hallaron en Santa Maria, Formación Santa María, en el Geoparque de Paleorrota, Brasil. Era un carnívoro pequeño. Por sus características (Barberena & Bonaparte, 1975), ha sido considerado un probable antecesor de los mamíferos.